# Deutsch-Schützen
Deutsch-Schützen (ungarisch Németlöv, Németlő; kroatisch Nimške Šice) ist eine Ortschaft und Katastralgemeinde der Gemeinde Deutsch Schützen-Eisenberg im Bezirk Oberwart im Burgenland in Österreich.

## Geschichte
Die Gegend an der Pinka gegenüber von Pornóapáti wurde erstmals 1221 unter dem Namen Perwolff urkundlich erwähnt, diese Ansiedlung wurde aber 1274 bereits wieder zerstört. Im 13. Jahrhundert errichteten die Zisterzienser hier das Kloster Pernau. Aus dieser Zeit stammt auch die Bezeichnung Schützen, die 1289 erstmals auftaucht. Es handelt sich hierbei um vertriebene ungarische Bogenschützen, die sich hier ansiedelten.
Der Ort gehörte wie das gesamte Burgenland bis 1920/21 zu Ungarn (Deutsch-Westungarn). Ab 1898 musste aufgrund der Magyarisierungspolitik der Regierung in Budapest der ungarische Ortsname der Ortschaft verwendet werden. Nach Ende des Ersten Weltkriegs wurde nach zähen Verhandlungen Deutsch-Westungarn in den Verträgen von St. Germain und Trianon 1919 Österreich zugesprochen. Seit 1921 gehört Deutsch-Schützen zum damals neu gegründeten Bundesland Burgenland (siehe auch Geschichte des Burgenlandes).
Gegen Ende des Zweiten Weltkriegs waren in zwei ehemaligen Getreidespeichern etwa 500 ungarische Juden untergebracht, die als Zwangsarbeiter an der Errichtung des Südostwalls eingesetzt wurden. Ein Teil davon wurde im Massaker von Deutsch Schützen ermordet.
Am 1. Jänner 1971 wurde der Ort im Zuge des Gemeindestrukturverbesserungsgesetzes der burgenländischen Landesregierung mit Edlitz im Burgenland, Eisenberg an der Pinka, Höll und Sankt Kathrein im Burgenland zur neuen Gemeinde Deutsch Schützen-Eisenberg zusammengelegt.

## Kultur und Sehenswürdigkeiten
- Pfarrkirche Deutsch Schützen
- Martinskirche Deutsch Schützen